# Perilampus glabrifrons
Perilampus glabrifrons är en stekelart som beskrevs av Edgar F. Riek 1966. Perilampus glabrifrons ingår i släktet Perilampus och familjen gropglanssteklar. Inga underarter finns listade i Catalogue of Life.